# ジュリアン・ド・パルム
ジュリアン・ド・パルム、フランス名:ジャン＝アントワーヌ・ジュリアン（Julien de Parme、フランス語名、Jean-Antoine Julien、1736年 - 1799年7月28日）はスイス生まれの画家である。主にフランスで活動し、1760年から1773年の間ローマに滞在した。ローマ滞在時代に、パルマ公国から俸給を得たことから、ジュリアン・ド・パルムと作品に署名した。神話に題材を得た作品などを描いた。

## 略歴

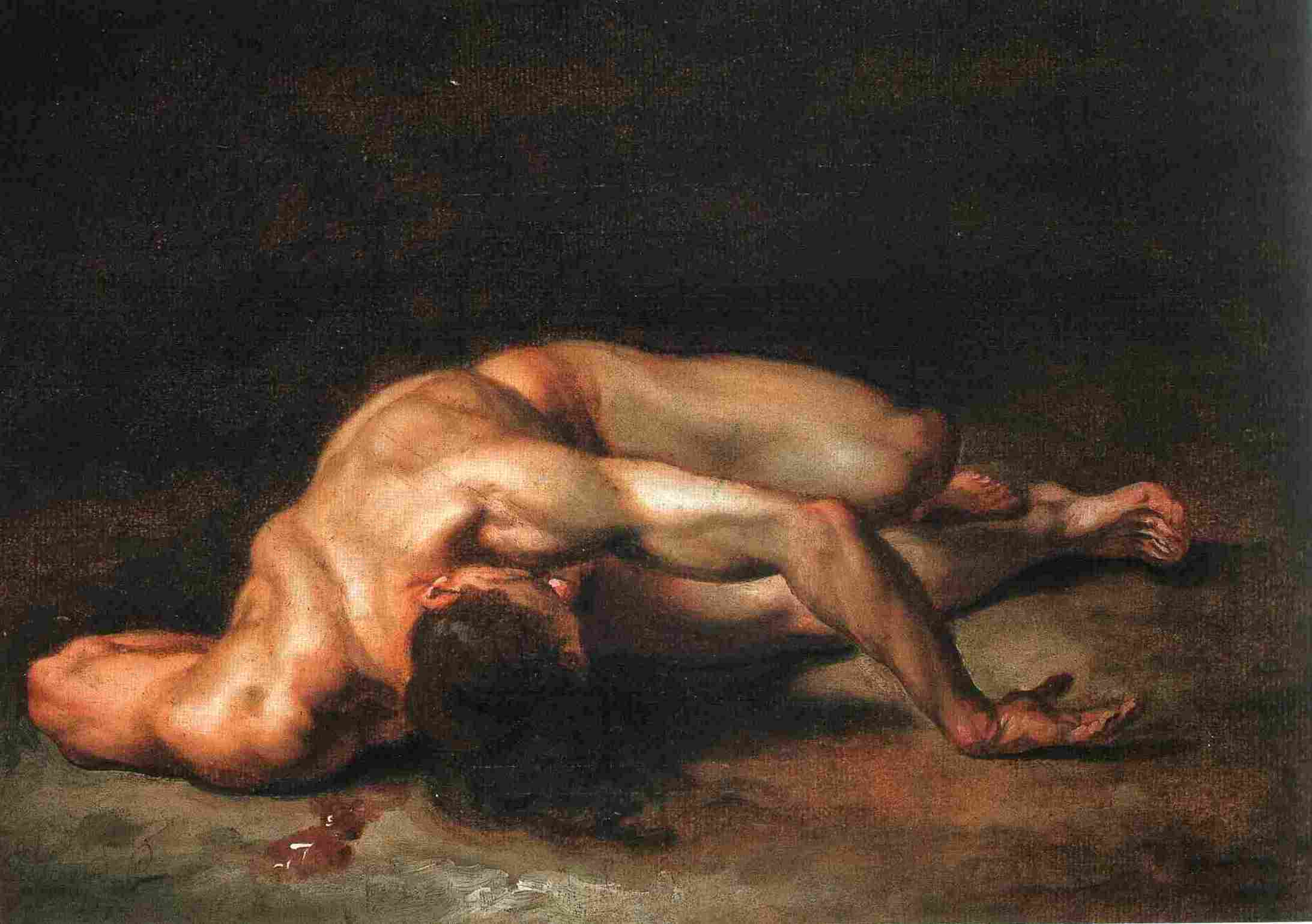
ジュリアン・ド・パルム作「裸の男」

スイス南部現在のティチーノ州のロカルノ郡のCaviglianoの貧しい家に生まれた。煉瓦工の婚外子で、イタリア名は、Bartolomeo Ottoliniとされる。イタリア、ピエモンテの画家 Guiseppe Mattia Borgnisの弟子をした後、12歳になった1747年にフランスに移った。シャトールーで4年ほど滞在するなどフランスの各都市で修行し、1759年にはパリに住み肖像画家となった。1760年にイタリアに移り、1773年までローマで活動し、パルマ公国から俸給を得て、神話を題材にした作品を描いてた。1771年に短期間ヴェネツィアに旅したが、パルマに滞在したことは無かったとされる。1773年にパリに戻った後、「ジュリアン・ド・パルム」と作品に署名したが、「新古典派」のスタイルの作品は、まだフランスで人気を得ることはできず、貧窮のなかで亡くなった。
忘れられた画家となっていたが、20世紀になってルーブル美術館の学芸員の美術史家ピエール・ローゼンベール(Pierre Rosenberg)によって再発見され、1998年に展覧会が開かれた 。

## 作品

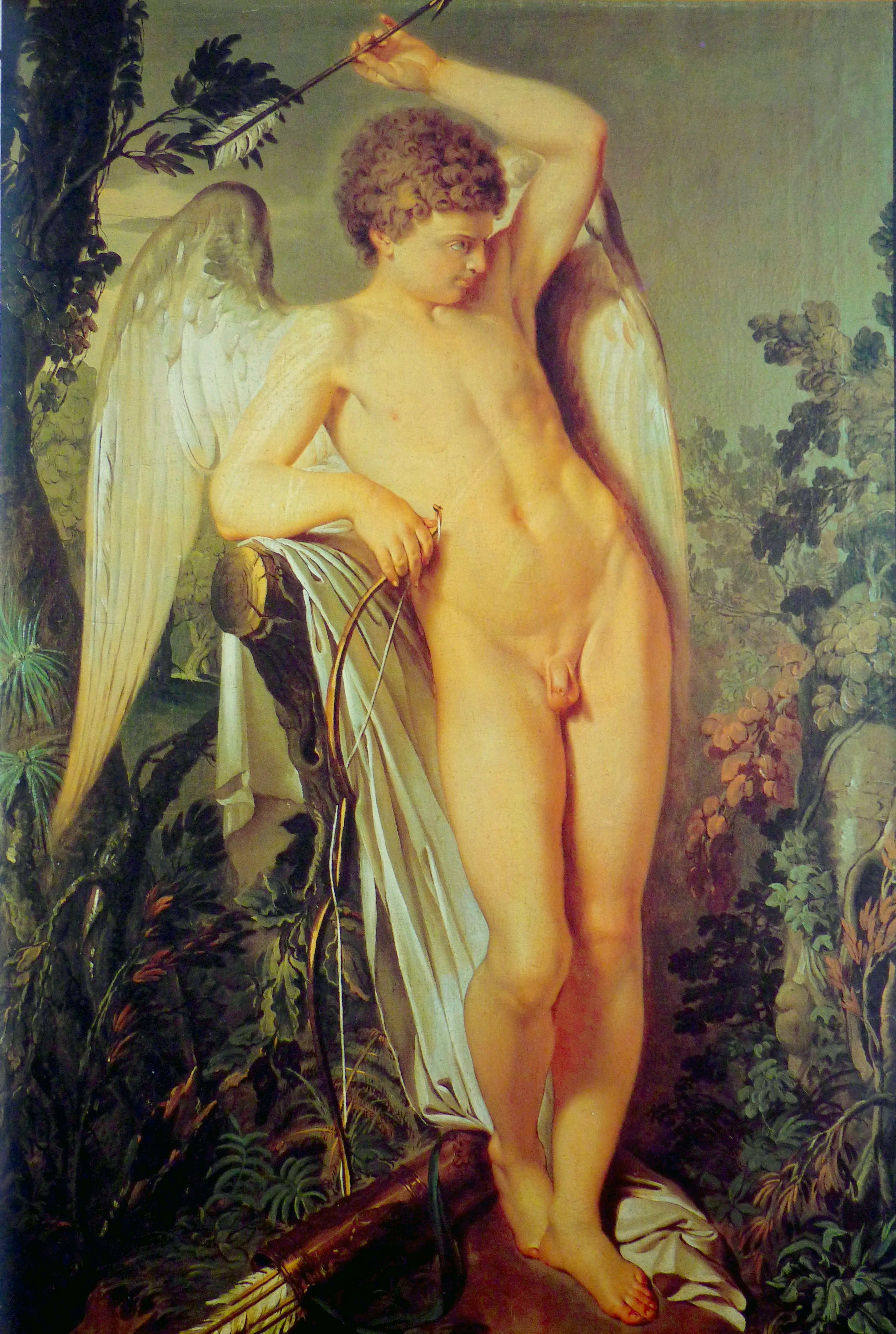
"Amour" (1762)
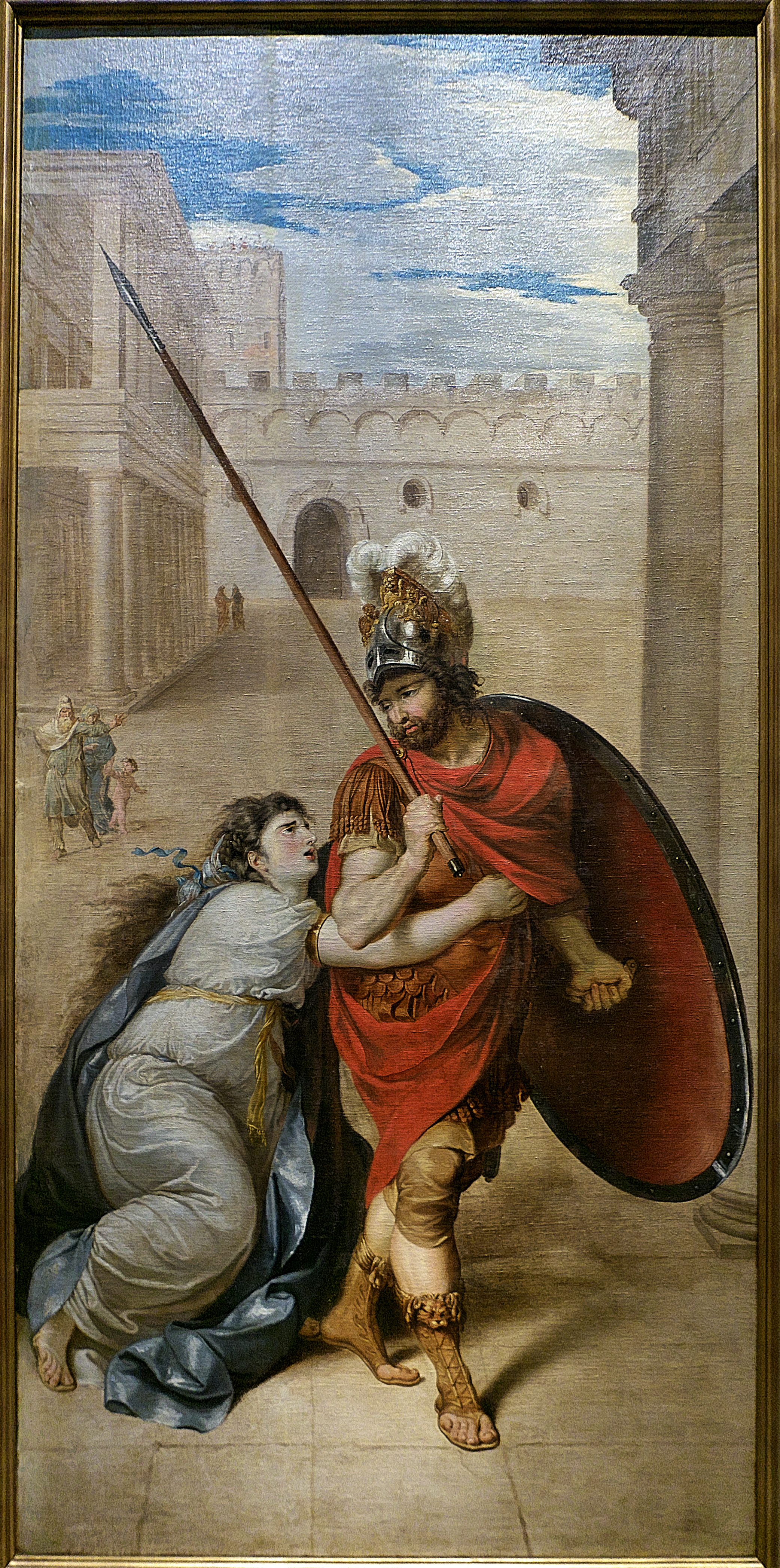
ヘクトールとアンドロマケーの別れ
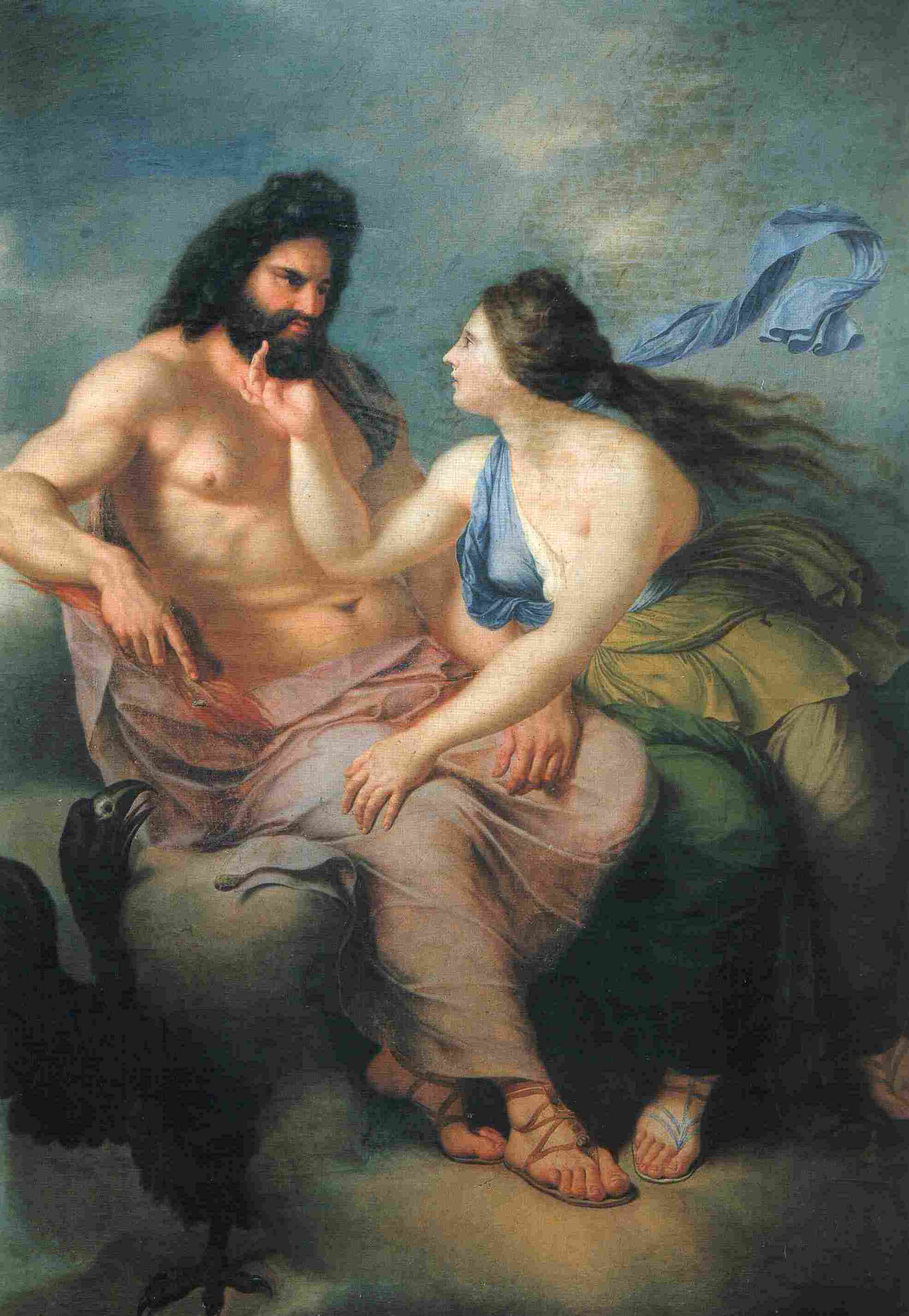
ユピテルとテティス (1776)
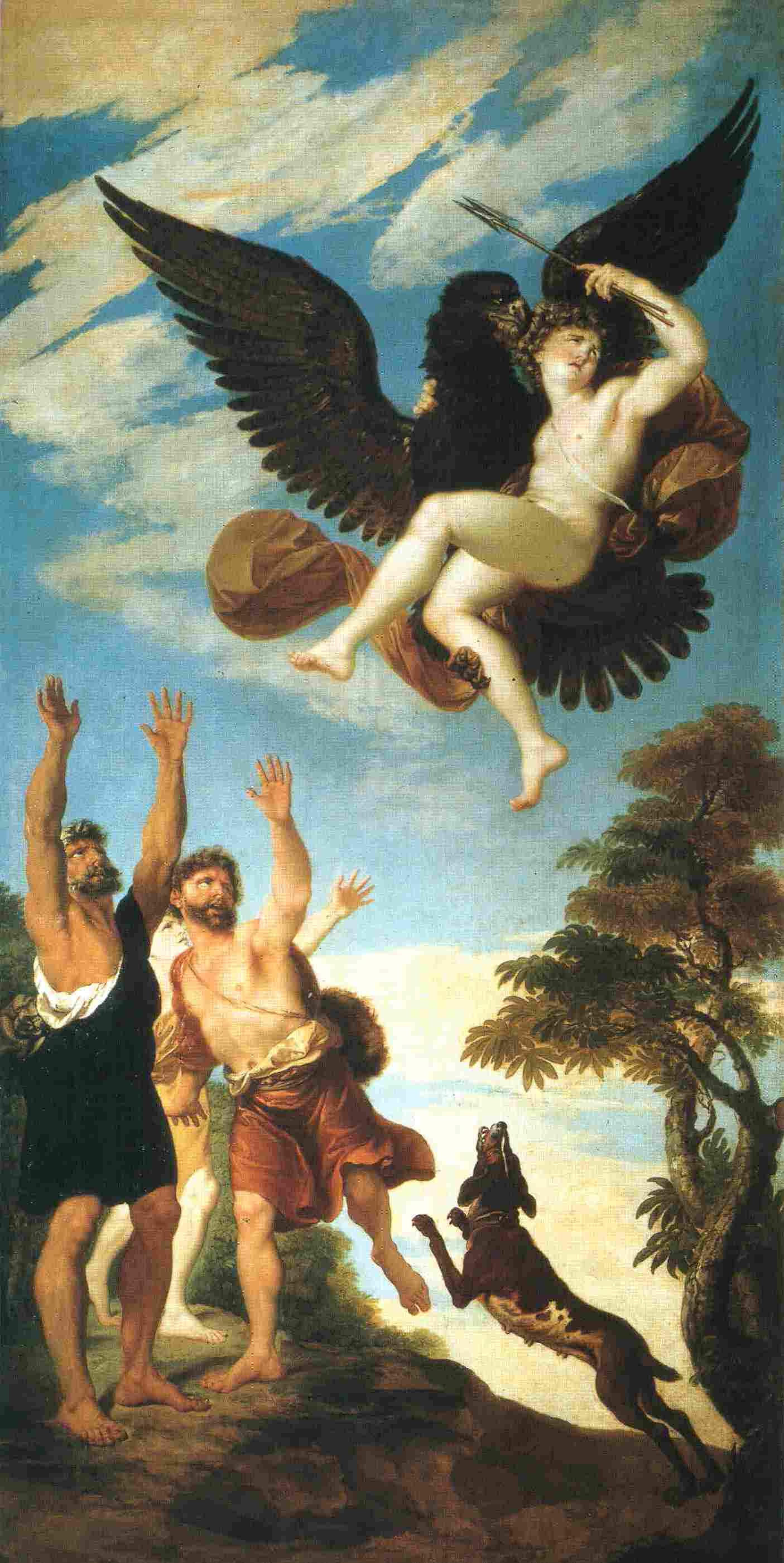
ガニュメデスの略奪
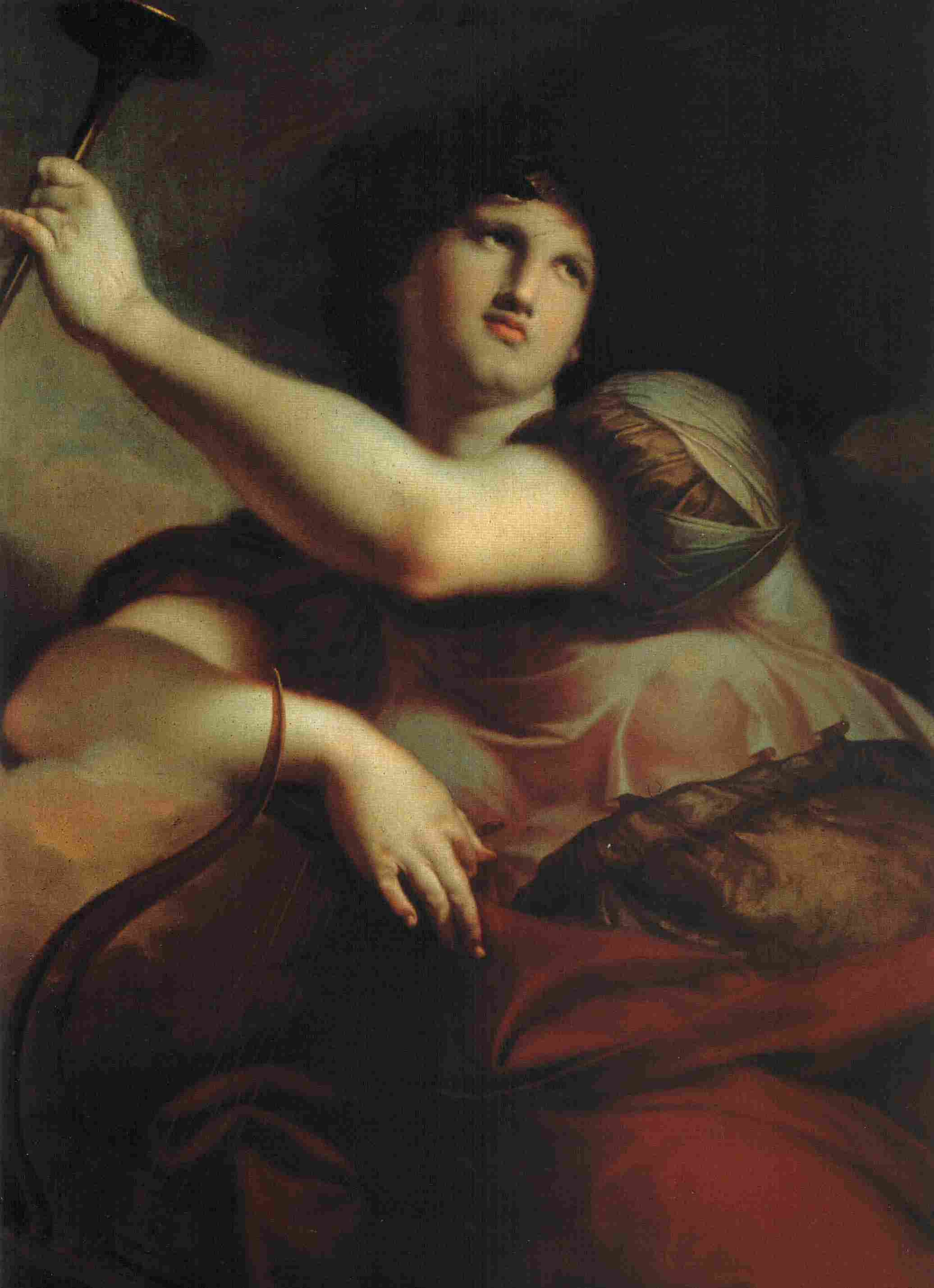